# Char lance-flammes

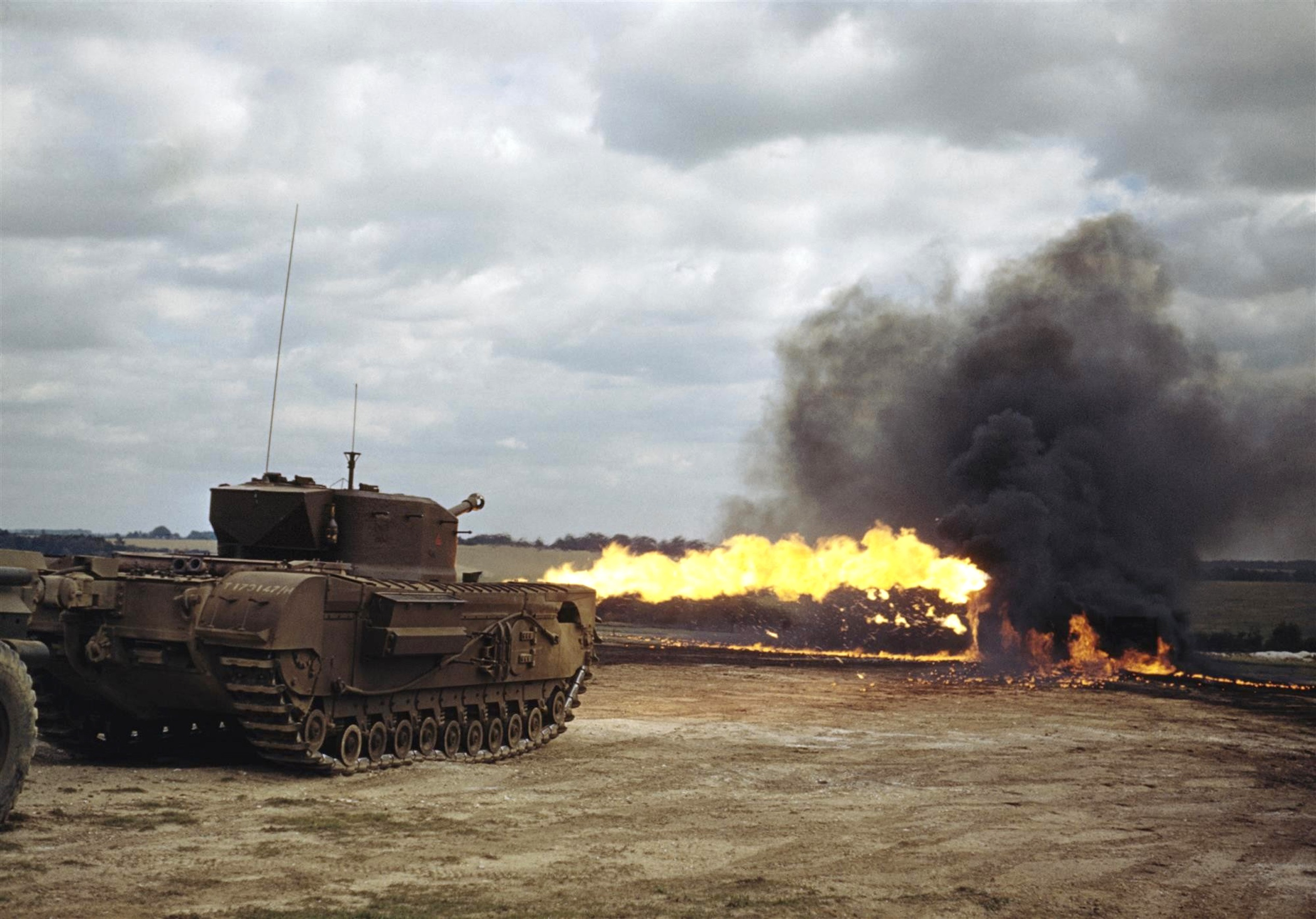
Un Churchill britannique, dans sa version lance-flammes, le Churchill Crocodile.

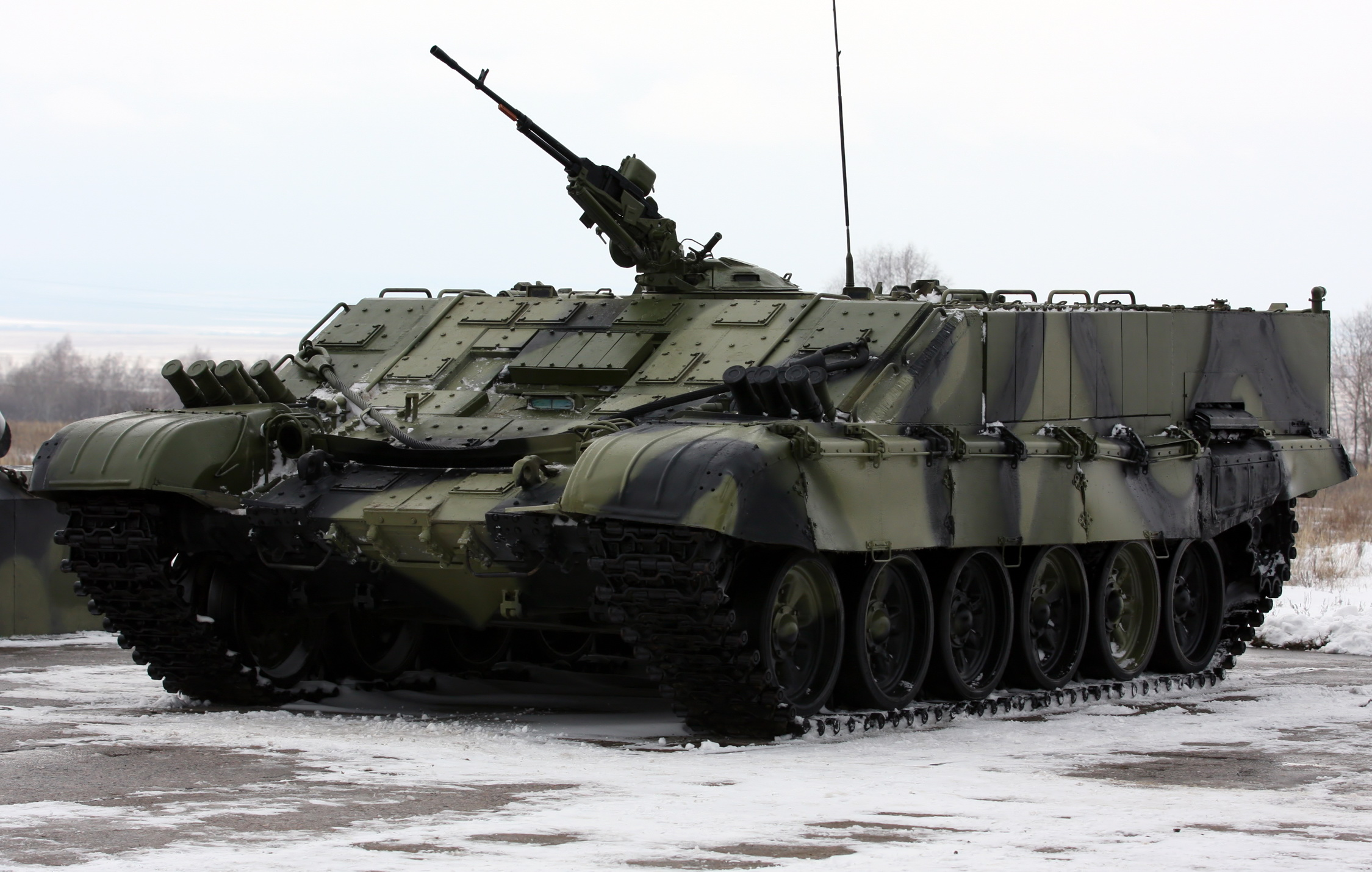
Char lance-flammes BMO-T russe

Un char lance-flammes est un char de combat qui est équipé d'un lance-flammes.

## Dans le monde

### États-Unis

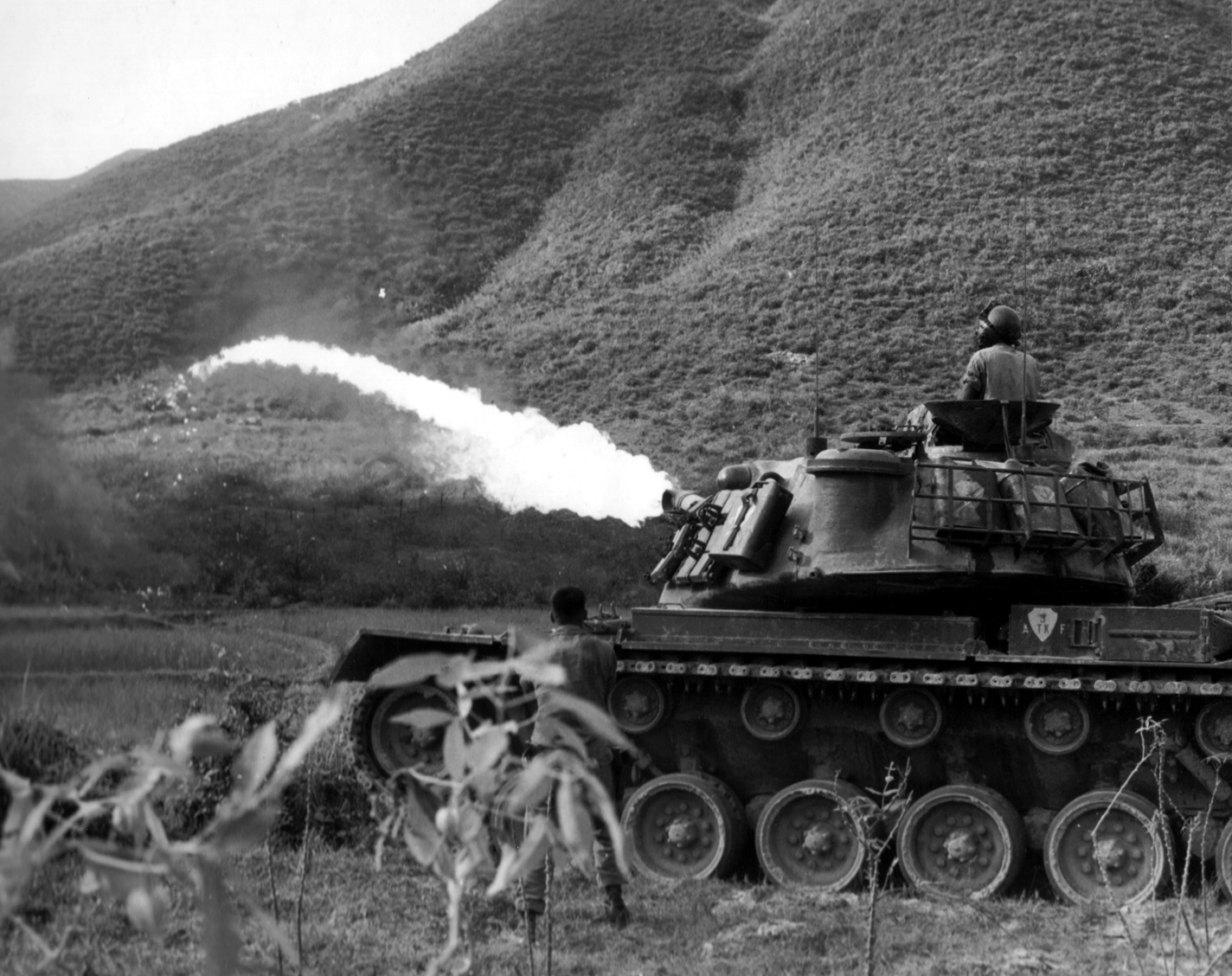
Un char M67 de l'USMC en action durant la guerre du Viêt Nam.

Le dernier char lance-flammes en service dans les forces armées des États-Unis est le char M67, surnommé « Zippo ». Il a été conçu aux États-Unis par le Chemical Corps de l'United States Army dans les années 1952-1954 sur le châssis de char M48 Patton à l'initiative de l'United States Marine Corps pour remplacer les chars Sherman M4A3R3 équipés d'un lance-flammes Ronson. Le kit de transformation d'un M48 en char lance-flammes peut être installé en 8 h. Le prototype M66 est terminé en mai 1952. Il est produit à 109 unités au Detroit Arsenal (Warren, Michigan) par Chrysler entre 1955 et 1956 et sera utilisé par les Marines et l'Army. Ayant servi principalement durant la guerre du Viêt Nam, il sera retiré du service en 1974.

### Royaume-Uni
Les forces armées britanniques développent à partir de 1940 plusieurs types de lance-flammes.
Le lance-flammes Lagonda est monté sur trois chars Churchill Mark II par le major Oke pour le raid de Dieppe le 19 août 1942.
Le Churchill Crocodile est une version  du char Churchill Mark VII converti en char lance-flammes en remplaçant l'une de ses mitrailleuses par un lance-flamme ; il s'agit de l’un des nombreux Hobart's Funnies développé. Il conservait donc la tourelle et le canon de 75 mm de base. Le kit de conversion est produit à partir d'octobre 1943 à 800 unités, 250 unités étant gardées en réserve.
Il tirait une remorque blindée de 6,5 tonnes qui emportait 1 800 litres de combustible, soit environ 81 secondes de tir continu au lance-flammes. Cependant, la pression nécessaire pour tirer loin ne pouvait pas être maintenue pendant très longtemps, c'est pourquoi l'arme était utilisée lors de tirs de quelques secondes seulement. Le lance-flammes avait une portée d'environ 110 mètres.
Il sert dans trois régiments blindés en Europe à partir du débarquement de Normandie puis durant la guerre de Corée.

### Russie
Le BMO-T est un char lance-flammes équipée d'un lance-flammes lourd russe et un véhicule de transport de troupes pour combattants armés du RPO-A Shmel, entré en service en 2001.